# Китайський центр контролю та профілактики захворювань
Китайський центр контролю та профілактики захворювань (спрощ.: 中国疾病预防控制中心; кит. трад.: 中國疾病預防控制中心) є установою, яка безпосередньо підпорядковується Національній комісії з охорони здоров'я, та розташований в районі Чанпін у Пекіні. Він заснований у 1983 році, та має за мету захист громадського здоров'я та безпеки, надаючи інформацію для покращення рішень щодо охорони здоров'я та зміцнення системи охорони здоров'я через партнерство з провінційними департаментами охорони здоров'я та іншими організаціями. Китайський центр контролю та профілактики захворювань зосереджує увагу на розробці та застосуванні заходів з профілактики та контролю захворювань (особливо інфекційних), гігієни навколишнього середовища, безпеки та гігієни праці, зміцнення здоров'я, профілактики та освітніх заходів, спрямованих на покращення здоров'я людей на всій території Китайської Народної Республіки.

## Діяльність
Діючим директором Китайського центру контролю та профілактики захворювань є Шень Хунбін.
Китайський центр контролю та профілактики захворювань має в підпорядкуванні кілька лабораторій по всьому Китаю, включно з об'єктом рівня біобезпеки 2 в Уханьському центрі контролю захворювань (іноді його плутають із сусіднім Уханьським інститутом вірусології), який постійно згадувався в засобах масової інформації у всьому світі під час пандемії COVID-19 через дослідження схожих на SARS коронавірусів кажанів. 10 січня 2020 року центр завантажив генетичну послідовність SARS-CoV-2 до GISAID для глобального поширення. У 2022 році центр поділився з GISAID філогенетичним аналізом понад 32 незалежних інтродукцій SARS-CoV-2 з-за меж Китаю, які були виявлені в першому кварталі року.
Китайський центр контролю та профілактики захворювань проводить курс вакцинології у партнерстві з Університетом Китайської академії наук та Фондом Білла і Мелінди Гейтс.

## Працівники
Станом на 2016 рік Китайський центр контролю та профілактики захворювань мав 2120 співробітників, з них 1876 технічних спеціалістів (що становить 89 %), 133 управлінських співробітників (що становить 6 %) і 111 співробітників матеріально-технічного забезпечення (що становить 5 %).

## Публікації
Китайський центр контролю та профілактики захворювань видає або є співвидавцем загалом 16 журналів, у тому числі «China CDC Weekly», «Journal of Hygiene Research», «Chinese Journal of Experimental and Clinical Virology» та «Chinese Journal of Epidemiology».